# Hydrogamasus vitzthumi
Hydrogamasus vitzthumi är en spindeldjursart som beskrevs av Hirschmann 1966. Hydrogamasus vitzthumi ingår i släktet Hydrogamasus och familjen Ologamasidae. Inga underarter finns listade i Catalogue of Life.